# ASK Schwadorf 1936
ASK Schwadorf 1936 – austriacki klub piłkarski z siedzibą w mieście Schwadorf, występujący w lidze 1. Klasse Ost (NÖ), stanowiącej siódmy poziom rozgrywek w Austrii.

## Historia
Klub został założony 31 maja 1936. Przed sezonem 2007/2008 zmienił nazwę z ASK Schwadorf na SK Schwadorf. Po zakończeniu tamtego sezonu Richard Trenkwalder kupił klub, przeniósł go do Südstadt i połączył z FC Admira Wacker Mödling, tworząc FC Trenkwalder Admira.
6 czerwca 2008 został założony nowy klub Sportklub Schwadorf 1936, który zajął miejsce dotychczasowych rezerw Schwadorfu w rozgrywkach piątej ligi. W sierpniu 2012 zmienił nazwę na ASK Schwadorf 1936.

## Osiągnięcia
- Regionalliga Ost
  - mistrzostwo (1): 2007

## Udział w rozgrywkach ligowych w latach 2003–2008
| Sezon po sezonie | Sezon po sezonie            | Sezon po sezonie | Sezon po sezonie |
| Sezon            | Liga                        | Poziom           | Miejsce          |
| ---------------- | --------------------------- | ---------------- | ---------------- |
| 2003/04          | Gebietsliga Süd/Ost         | V                | awans            |
| 2004/05          | Landesliga Niederösterreich | IV               |                  |
| 2005/06          | Landesliga Niederösterreich | IV               | awans            |
| 2006/07          | Regionalliga Ost            | III              | 1. (awans)       |
| 2007/08          | Erste Liga                  | II               | 9.               |

## Reprezentanci kraju grający w klubie
- Christopher Dibon
- Volkan Kahraman
- Thomas Mandl
- Roman Mählich
- Marcus Pürk
- Michael Wagner
- Marek Kincl
- Nenad Grozdić
- Martin Fabuš
- Vladimír Kinder
- Karol Schulz
- Jozef Valachovič